# Alamanda de Carròs
Alamanda de Carròs o Carroz, también de Bojadós, (?-ca.1438) fue una noble española, VI señora de Rebollet y Oliva (1363-1382), y señora consorte de Onteniente, Bocairente y Biar (-1369).

## Biografía
Fue hija de Juana de Carroz, V señora de Rebollet y Oliva, y de Ramón de Bojadós, señor de Ondara. Además, fue hermana de Teresa, esposa de Berenguer de Cervellón. Destaca que, debido al vínculo creado en los capítulos matrimoniales de sus padres, antepuso el apellido de su madre al de su padre, siendo más conocida como Alamanda de Carròs en lugar de Alamanda de Bojadós. 
Se casó con Berenguer de Vilaragut, señor de Onteniente y no tuvieron hijos, por lo que se extinguió la saga en Rebollet y Oliva. 
Pudo entrar en estado de demencia, por lo que necesitó de varios curadores, como Ramón Guillermo de Moncada o Berenguer Arnaldo de Cervellón, su cuñado. En este contexto, una sentencia del gobernador de Valencia le concedió la mitad de los frutos de la baronía de Rebollet. Se enfrentó judicialmente a Estefanía de Carroz, esposa de Ramón de Boil, para recibir la herencia de Francisco de Carroz Lauría y la titularidad de la baronía de Rebollet y Oliva.
En lo que se refiere a obras pías, se conserva un fragmento de su testamento (1375) en el que dispone la construcción de un retablo dedicado a San Francisco, Juan Evangelista y Joan Bautista en la iglesia de Santa María del castillo de Rebollet. 
Murió hacia 1438 y fue enterrada en la capilla del castillo de Rebollet, según su testamento.
La baronía fue comprada por Ramón de Riusech Díaz, señor de Ribarroja (1382).